# Episodi di The Owl House - Aspirante strega (prima stagione)
La prima stagione della serie animata di The Owl House - Aspirante strega è stata trasmessa negli Stati Uniti su Disney Channel dal 10 gennaio 2020. In Italia è disponibile dal 5 febbraio 2021 su Disney+.
| n° | Titolo originale                   | Titolo italiano                    | Prima TV USA     | Pubblicazione Italia |
| -- | ---------------------------------- | ---------------------------------- | ---------------- | -------------------- |
| 1  | A Lying Witch and a Warden         | Una strega bugiarda e un guardiano | 10 gennaio 2020  | 5 febbraio 2021      |
| 2  | Witches Before Wizards             | Streghe piuttosto che stregoni     | 17 gennaio 2020  | 5 febbraio 2021      |
| 3  | I Was a Teenage Abomination        | Luzabominio                        | 24 gennaio 2020  | 5 febbraio 2021      |
| 4  | The Intruder                       | L'intruso                          | 31 gennaio 2020  | 5 febbraio 2021      |
| 5  | Covention                          | Congresso di streghe               | 7 febbraio 2020  | 5 febbraio 2021      |
| 6  | Hooty's Moving Hassle              | La casa errante di Gufy            | 21 febbraio 2020 | 5 febbraio 2021      |
| 7  | Lost in Language                   | Persa nella biblioteca             | 28 febbraio 2020 | 5 febbraio 2021      |
| 8  | Once Upon a Swap                   | Scambio di corpo                   | 6 marzo 2020     | 5 febbraio 2021      |
| 9  | Something Ventured, Someone Framed | Luz va a scuola                    | 13 marzo 2020    | 5 febbraio 2021      |
| 10 | Escape of the Palisman             | La fuga dell'Amico-Amuleto         | 20 marzo 2020    | 5 febbraio 2021      |
| 11 | Sense and Insensitivity            | Ragione e Insensibilità            | 11 luglio 2020   | 5 febbraio 2021      |
| 12 | Adventures in the Elements         | Avventure negli elementi           | 18 luglio 2020   | 5 febbraio 2021      |
| 13 | The First Day                      | Il primo giorno                    | 25 luglio 2020   | 5 febbraio 2021      |
| 14 | Really Small Problems              | Piccolissimi problemi              | 1º agosto 2020   | 5 febbraio 2021      |
| 15 | Understanding Willow               | Comprendere Willow                 | 1º agosto 2020   | 5 febbraio 2021      |
| 16 | Enchanting Grom Fright             | Il Ballo Spaventesco di Grom       | 8 agosto 2020    | 5 febbraio 2021      |
| 17 | Wing It Like Witches               | Come fanno le streghe              | 15 agosto 2020   | 5 febbraio 2021      |
| 18 | Agony of a Witch                   | Agonia di una strega               | 22 agosto 2020   | 5 febbraio 2021      |
| 19 | Young Blood, Old Souls             | L'antica maledizione               | 29 agosto 2020   | 5 febbraio 2021      |